# Junius Podrug
Junius Podrug är en amerikansk advokat och författare som även varit spökskrivare åt Harold Robbins och Gary Jennings postuma verk.
Podrug beskriver sin barndom som en kringflackande med en mor som var en "galen italienare med zigenarsjäl". Han blev aldrig färdig med skolan som barn och hade en rad olika jobb innan han som vuxen återupptog sina studier och blev advokat.
Som författare debuterade han med thrillern Frost of Heaven (1992). Den följdes av Presumed Guilty (även publicerad som Winterkill, 1995, på svenska Ryska minnen) och Dark Passage (2002). Sedan början av 2000-talet har han skrivit ett antal romaner för Gary Jennings och Harold Robbins. På vissa, men inte alla, av dessa har hans eget namn också stått på bokens omslag. 2010 publicerade han ytterligare en egen roman, Feathered Serpent 2012. Enligt Podrug har han inte tagit del av de stora litterära klassikerna utan att hans fostran i amerikansk litteratur består av B-filmer och skräplitteratur.
Han har även skrivit en icke-skönlitterär bok, Stop Being a Victim (1998).